# Első Köztársaság (Franciaország)
A francia történelemben az Első Köztársaság (franciául: Première République, hivatalosan a Francia Köztársaság, franciául: République française) azt a történelmi államformát jelöli, amely Franciaországban létezett 1792. szeptember 21-e és 1804. május 18-a között. Az 1789. május 5-én elkezdődött francia forradalom idejében jött létre és túlhaladta ennek 1799. november 9-i befejezését. Az Első Köztársaság valójában három köztársasági politikai rendszer együttese, melyeken keresztül Franciaország fokozatosan I. Napóleon császárnak az Első Francia Császárság önkényuralmi rendszere felé fejlődött.

## A köztársaság létrejötte
A forradalom elején új politikai osztály kezdett kialakulni. Tagjai gyakorlatilag mind XVI. Lajos királysága fennmaradását akarták, de alkotmányos monarchia alakjában. 1789. július 9-én törvényhozó testület alakult meg Alkotmányozó Nemzetgyűlés néven. Fő tevékenysége erre irányuló alkotmány kidolgozása volt. Ez a munka 1791. szeptember 3-ig tartott, és előírása szerint 1791. augusztus 29-e és szeptember 5-e között megválasztották a Törvényhozó Nemzetgyűlést, így Franciaország alkotmányos monarchia lett. Elejétől kezdve a király nem törődött bele hatalmának lefaragásába, de az alkotmány elfogadására kényszerült. Mégis többször összetűzött a Nemzetgyűléssel megtagadva ez által megszavazott rendeletek kihirdetését, mivel az alkotmány szerint megvolt ez a joga.
Közben 1791. június 20–21-e után, amikor a király megpróbált elszökni az országból, de visszavitték Varennes-en-Argonne-ból Párizsba, a képviselők egyre inkább bizalmatlanok lettek XVI. Lajossal szemben. Hozzáálása a rendszerhez mind gyanúsabb lett a baloldali politikusok szemében, ezért a köztársasági eszme fokozatosan teret nyert soraikban.
A forradalom kezdete óta, beleértve az alkotmányos monarchia idejében Franciaországot erőszakos összetűzések jellemezték forradalmárok és ellenforradalmárok között, miközben gazdasági és társadalmi válság sújtotta. Ehhez háború is hozzáadódott 1792. április 20-ától kezdve. Ezt különböző okokból a király is, és a forradalmárok is kívánták. Az előbbi azt remélte tőle, hogy hatalma vissza lesz állítva vereség esetén Ausztria és Poroszország részéről, az utóbbiak pedig ennek útján meg akarták erősíteni a forradalmat az országban és kiterjeszteni határain túl a királyok ellen általában.
A háború kedvezőtlenül kezdődött Franciaország számára. Az idegen csapatok ellenforradalmár francia emigránsok seregével együtt behatoltak az országba, és ez felszította a hazafias forradalmi szellemet és a monarchia elleni érzelmeket. Az augusztus 9-ről 10-ére virradó éjszakán Párizsban felkelés robbant ki. A Tuileriák palotáját, mely a királyi család rezidenciája volt, elfoglalták a felkelők, a Nemzetgyűlés felfüggesztette XVI. Lajos hatalmát, és őt bebörtönözték. Ezzel a királyság gyakorlatilag megszűnt.
A Nemzetgyűlés azt is elhatározta, hogy a férfiakra korlátozott általános választójog alkalmazásával Nemzeti Konventnek nevezett alkotmányozó és törvényhozó nemzetgyűlés lesz megválasztva, melynek fő feladata új alkotmány elfogadása lesz. Két fázisú választás volt. Az elsőben helyi szinten elsődleges választó gyűlések ültek össze. Ezekben elektorokat választottak meg, a másodikban pedig megyei gyűlésekben ezek megválasztották a Konvent képviselőit. A procedúra augusztus 26-a és szeptember 19-e között zajlott le. Nem volt tisztességes választás. Több megyében nem tartották be a szavazás titkosságát és nyomásgyakorlás volt a mérsékelt választókra, ezért kb. 7 000 000 választóból 6 300 000 nem szavazott.

## A Nemzeti Konvent időszaka
A Konvent 1792. szeptember 21-én ült össze először és kimondta a monarchia eltörlését. Ezzel kezdődött el az Első Köztársaság időszaka.

### A Nemzeti Konvent

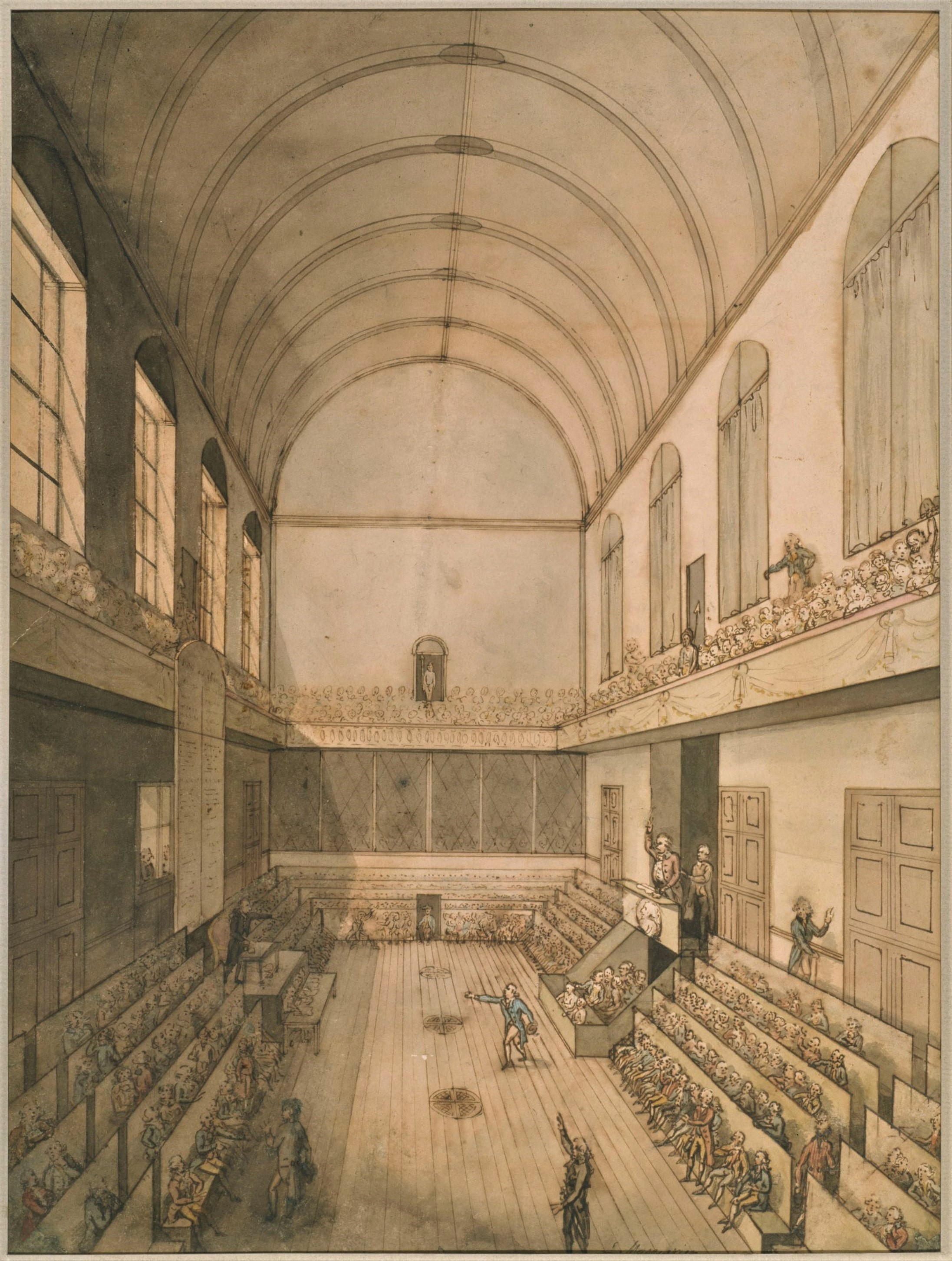
A Nemzeti Konvent ülésterme a Tuileriák palotája lovardájában

A Nemzeti Konventnek 749 tagja volt. Politikai irányzatok szempontjából részben különbözött az előbbi törvényhozásoktól. Nem volt már benne az előbbi jobboldal, amely monarchista volt. Az új jobboldalt a kb. 160 „girondisták”-nak nevezett képviselők tették ki. Többségük vidéki, dél- és nyugat-franciaországi polgár volt, igazságügyi szakmájúak, újságírók, kereskedők, akik a gazdasági liberalizmus hívei és Párizs központosítási hajlamának ellenfelei voltak. Mérvadó személyiségeik, főbb szónokaik Jacques Pierre Brissot újságíró és Nicolas de Condorcet filozófus voltak.
A baloldalnak kb. 250 „hegypártiak”-nak nevezett képviselője volt, mivel a ülésterem baloldali legfelső sorait foglalták el. Vegyes csoportot alkottak. Főleg az volt közös bennük, hogy többségüket Párizsban választották meg. Vezérszónokaik Maximilien de Robespierre ügyvéd, Georges Jacques Danton ügyvéd és Jean-Paul Marat újságíró voltak.
Csaknem 400 képviselő az előbbi két csoport között helyezkedett el. „Síkság”-nak vagy megvetően „mocsár”-nak nevezték őket. Ezek óvatosak vagy határozatlanok voltak, olykor a jobboldallal, máskor a baloldallal együtt szavaztak.
Jobboldal és baloldal között inkább személyes, mint ideológiai nézeteltérések voltak. Eleinte mind egyetértettek a monarchia eltörlésével, azzal, hogy a hivatalos írásokat „a köztársaság 1. évé”-től kezdve dátumozzák, majd annak az állításnak az elfogadásával, hogy „a Francia Köztársaság egy és oszthatatlan”. Az egyhangúság hamar véget ért, amikor a jobboldaliak elkezdték különféle vádakkal támadni a baloldaliak főnökeit: Dantont pénzügyi visszaélésekkel, Marat-t, mert felelős volt az 1792 szeptemberében történt vérengzések ügyében, Robespierre-t tekintélyelvű hajlamokkal.
A Konventen kívül a politikai élet a még a forradalom kezdetén létrejött politikai klubokban is zajlott. Ezek volt kolostorok épületeiben gyűléseztek és megtartották azon szerzetesrendek nevét, amelyeké a kolostorok voltak. Ilyenek voltak a például Jakobinus klub és a Cordeliers klub. Sok képviselő és egyéb politikai személyiségek a klubok tagjai is voltak.
1790 júniusa óta Párizs 48 forradalmi városrészre volt felosztva a régi negyedek helyett. Ezek is részt vettek a politikai életben olyan tevékenységekkel, melyeket elsődleges választó gyűléseikben és bizottságaikban határoztak el.

### A király pere

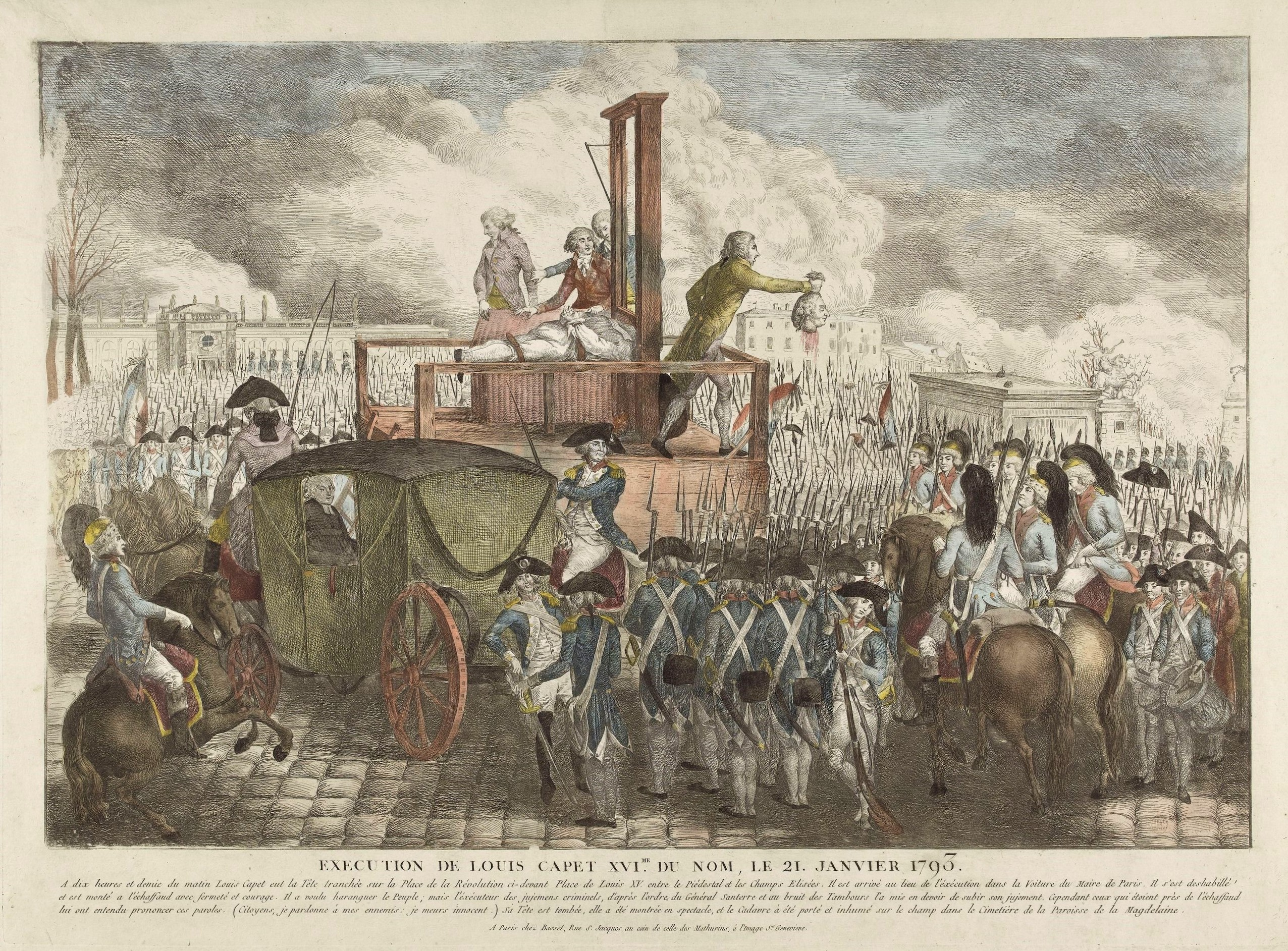
XVI. Lajos kivégzése

A Konventben a konfliktus hevesebb lett a fogva tartott király szembeni bánásmóddal kapcsolatban. A Konvent olyan beadványokat kapott, melyekben XVI. Lajos vád alá helyezését kérték. A girondistak ingadoztak, mert az alkotmányban a király személye „szent és sérthetetlen”-nek volt kinyilvánítva, miközben Robespierre per nélküli kivégzést kért. Vizsgálatok alkalmával a Tuileriákban olyan iratokat találtak, melyek a király ellenforradalmár emigránsokkal és a háborúban ellenség idegen hatalmakkal való kapcsolat tartását bizonyították. Ezért csaknem egyhangúan a Konvent megszavazta XVI. Lajos perbe fogását összeesküvés és nemzetbiztonság elleni támadás vádjával. Ugyancsak a Konvent folytatta le a pert, mely 1792. december 11-én kezdődött. Alatta a király kétszer jelent meg és több szavazással végződő vita volt az ügyében. December 27-én egy girondista azt javasolta, hogy az ítéletet a nemzet mondja ki az elsődleges választási gyűlések keretében, de ezt a Konvent leszavazta. 1793. január 16-án megszavazták a halálos ítéletet. 26 képviselő azt kérte, hogy az ítélet felfüggesztett legyen, de ezt is leszavazták. Kimondták az ítéletet és a királyt guillotine által végezték ki január 21-én az 1795 óta Concorde-nak nevezett téren.

### A háború
Eleinte Franciaország vereségeket szenvedett, de 1792. szeptember 20-án a hadsereg egy része Valmynál csatát nyert Dumouriez és Kellermann tábornokok parancsnoksága alatt.
Ugyanabban a hónapban dél-keleten Montesquiou-Fézensac tábornok csapatai meghódították Savoyát, melyet november 27-én a Konvent rendelettel Franciaországhoz csatolt.
Közben észak-keleten a hadsereg egy másik része Custine tábornok vezetésével 1792 októberében elfoglalta német terülelen Worms, Mainz és Frankfurt am Main városokat.
Valmy után az ott győztes csapatok Belgiumba hatoltak. A Jemappes-i csatában újból győzedelmeskedtek és november 6-án Mons várost, majd Brüsszelt is elfoglalták, bár Dumouriez nem kapta meg a szükséges logisztikai támogatást, és arra jött rá, hogy a hadügyminiszter és sok képviselő attól féltek, hogy diktátorként térhetne vissza.
XVI. Lajos kivégzése erőteljes reakciót váltott ki a többi európai hatalom részéről. 1793. február 1-én a Konvent hadat üzent Angliának és az Egyesült Tartományoknak (a későbbi Hollandiának). Ugyanabban a hónapban és márciusban koalíció alakult meg Franciaország ellen azzal, hogy a már Franciaország ellen háborúzó Ausztriához és Poroszországhoz csatlakozott Anglia, Spanyolország, az Egyesült Tartományok és a főbb német és itáliai fejedelemségek. Vereségek sorozata kezdődött Franciaország számára. 1793. március 18-án Dumouriez-t legyőzték a neerwindeni csatában, és a tábornok, aki valójában monarchista volt, átállt április 4-én az osztrákokhoz. Július 28-án elesett Valenciennes, Custine kivonulni kényszerült a német területekről, a spanyolok elfoglalták Perpignant és Bayonne-t, az angolok pedig Toulont.

### Az ellenforradalom
Vendée-ban és Bretagne-ban a parasztok szembeszálltak a forradalommal. Felháborították őket a katolikus klérus elleni intézkedések és főleg a király kivégzése. Lázadások robbantak ki 1793 márciusában, amikor a Konvent elrendelte 300 000 ember besorozását a külső ellenség elleni harcra. A lázadók hadsereget alkottak, mely ellenforradalmár nemesek parancsnoksága alá állt. Több kisebb várost foglaltak el és megostromolták Nantes-ot, hogy az ottani kikötőben kaphassanak fegyvereket Angliából. Június elejére az ellenforradalmi felkelés már 60 megyére terjedt ki, az ország háromnegyedére.

### A girondisták bukása

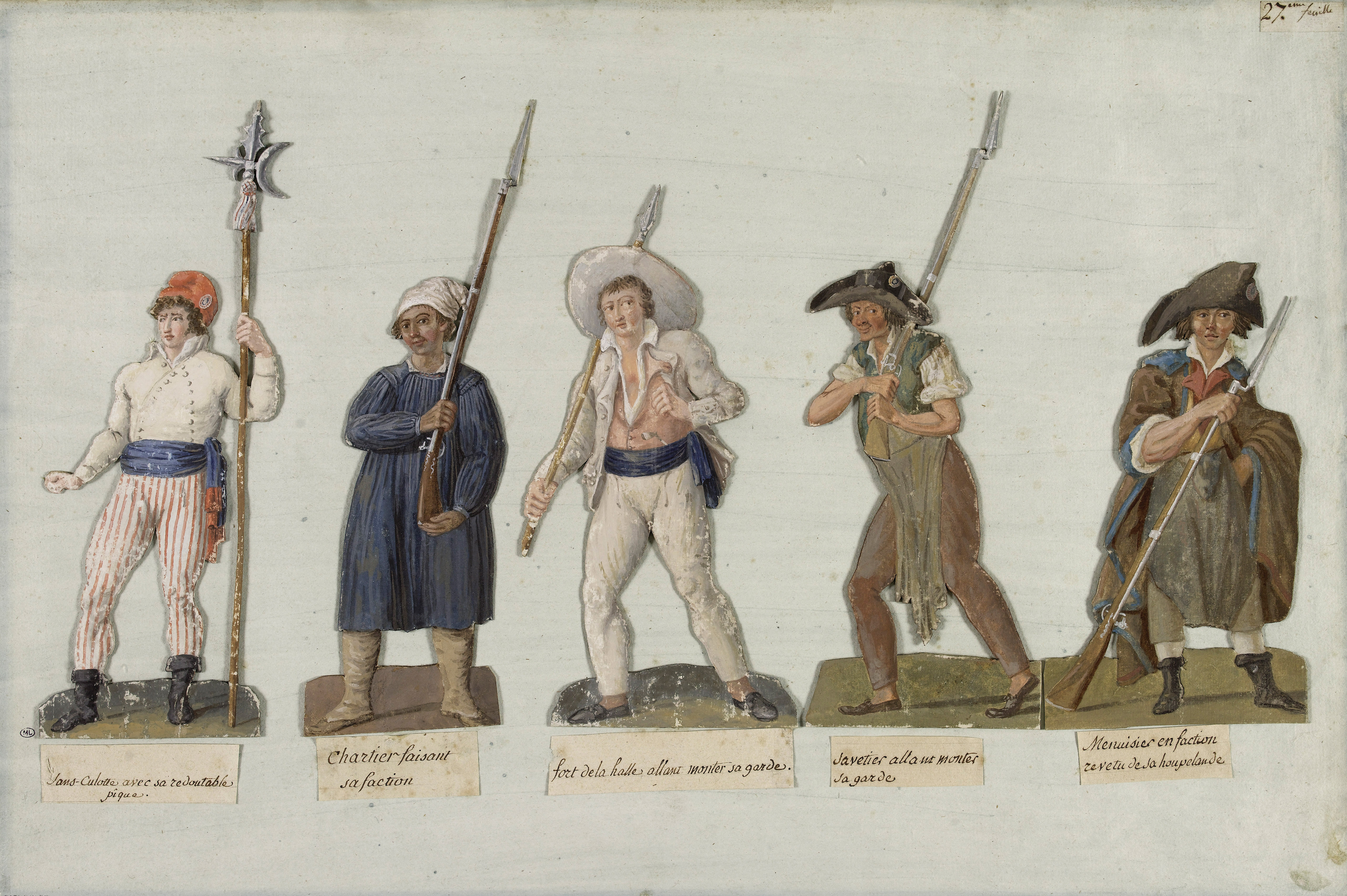
Felfegyverzett sans-culottes-ok

Az európai hatalmakkal való háborún és a polgárháborún kívül Franciaországot a gazdasági válság továbbra is sújtotta. Ebben az összetett helyzetben a Konventben továbbra is szemben állt egymással a jobboldal (a girondisták) és a baloldal (a hegypárt). Másrészt a girondisták uralta Konvent a Commune-ek (Kommünnek) nevezett Párizs helyhatóságával is szemben állt, melyet sans-culottes-oknak nevezett radikális forradalmárok uraltak. A Kommün az élelmiszerhiánytól és a munkanélküliségtől szenvedő párizsiak nevében lépett fel.
1793. március 10-én a Konventbeli baloldal forradalmi törvényszékek, majd április 9-én egy ún. Közjóléti Bizottság létrehozását érte el. Ennek havonta a Konvent által megválasztott kilenc tagja volt, akik a Konvent előtt voltak felelősek.
A girondisták újra támadni kezdték a baloldalt. A Konvent Marat-t polgárháborúra való felbujtással vádolta meg, de a párizsi Forradalmi Törvényszék felmentette. Támadást intéztek a Kommün ellen is, 12 tagú bizottságot létesítettek kivizsgálása céljából hatalommal való visszaélés ügyében. Májusban letartóztatták Jacques Hébert-t, a Kommün egyik elsőrangú tisztviselőjét és szélsőséges újság szerkesztőjét. A girondisták és a Kommün közötti konfliktus kiéleződött. Az utóbbi saját hadsereget szervezett, és 1793. június 2-án 80 000 ember körülzárta még ágyúkat is használva a Tuileriákat, ahol a Konvent ülésezett. A tömeg arra kényszerítette, hogy zárjon ki 29 girondistát.
A június 2-i államcsíny a girondisták vidéki híveinek ún. „föderalista” lázadását váltotta ki Marseille-ben, Lyonban, Bordeaux-ban, Caenban stb. Ezek nem voltak ugyan ellenforradalmárok, de ellenezték Párizs diktatúráját. E reakció keretében történt események egyike Marat megölése volt 1793. július 13-án. A merényletet Charlotte Corday, a girondisták egyik caeni fiatal híve követte el, akit azután halálra ítéltek és guillotine-nal kivégeztek.

### Az 1973-as alkotmány
Az az alkotmány, melyet a Konvent volt hivatott kidolgozni még nem volt kész 1793 januárjában. Első tervezetét februárban készítették el, de a girondisták bukása után új, ultrademokratikus alkotmányt készítettek el. Előírásai között voltak: Törvényhozó Nemzetgyűlés egy évre való megválasztása az általános választójog alkalmazásával; 24 tagból álló tanács megválasztása a végrehajtó hatalom gyakorlására a Nemzetgyűlés által, de nem a képviselők közül; a törvények népszavazással való jóváhagyása; felkelésre való jog. Az alkotmánytervezet jóváhagyását júliusban és augusztusban lezajlott népszavazásra bocsátották, de a körülmények miatt kifogásolható módon fogadták el, kb. 1 800 000 „igen”-nel kb. 11 600 „nem” ellenében, miközben kb. négy millió választó nem szavazott. Egyébként ezt az alkotmányt soha nem alkalmazták az ország rendkívüli helyzete miatt.

### A forradalmi kormányzat
A Konvent minden hatalmat magához ragadott, és különféle bizottságokon keresztül gyakorolta. A Közjóléti Bizottság a minisztereket rendelte alá, akik a gazdaság ágazataival, a külügyekkel, a háborúval stb. foglalkoztak. Az Általános Biztonsági Bizottság rendeltetése a köztörvényes bűnözés elleni harc volt. A megyék jogait erősen korlátozták. A központosítás abban is megnyilvánult, hogy a helyi szerveket a Konvent küldöttei felügyelték. A lakosságot minden helységben és párizsi  városrészben 12–12 tagú forradalmi bizottság felügyelte a forradalmi törvények betartása szempontjából. Ezek gyanús személyek jegyzékét készítették és az állampolgári erényeket igazoló bizonyítványokat adtak ki.
Az idegen hadseregek ellen harcoló reguláris csapatokon kívül ún. „forradalmi seregek”-et is felállítottak a belső ellenségek elleni harcra, egyet Párizsban és 56-ot vidéken, összesen 30 000 emberből.
Erélyes intézkedéseket foganatosítottak minden téren. 1793. júliusában törvénybe iktatták azon kereskedők halálos büntetését, akik árukat halmoznak fel bejelentés nélkül. Augusztusban bezáratták a tőzsdét, hogy lehetetlenítsék a spekulációt, szeptemberben pedig maximálták a legszükségesebb élelmiszerek árát és a béreket is.
A védelem terén 1793 augusztusában elrendelték az egész lakosság részvételét a hadsereg szükségleteinek biztosításában az idegen ellenségek visszaveréséig az ország területéről.

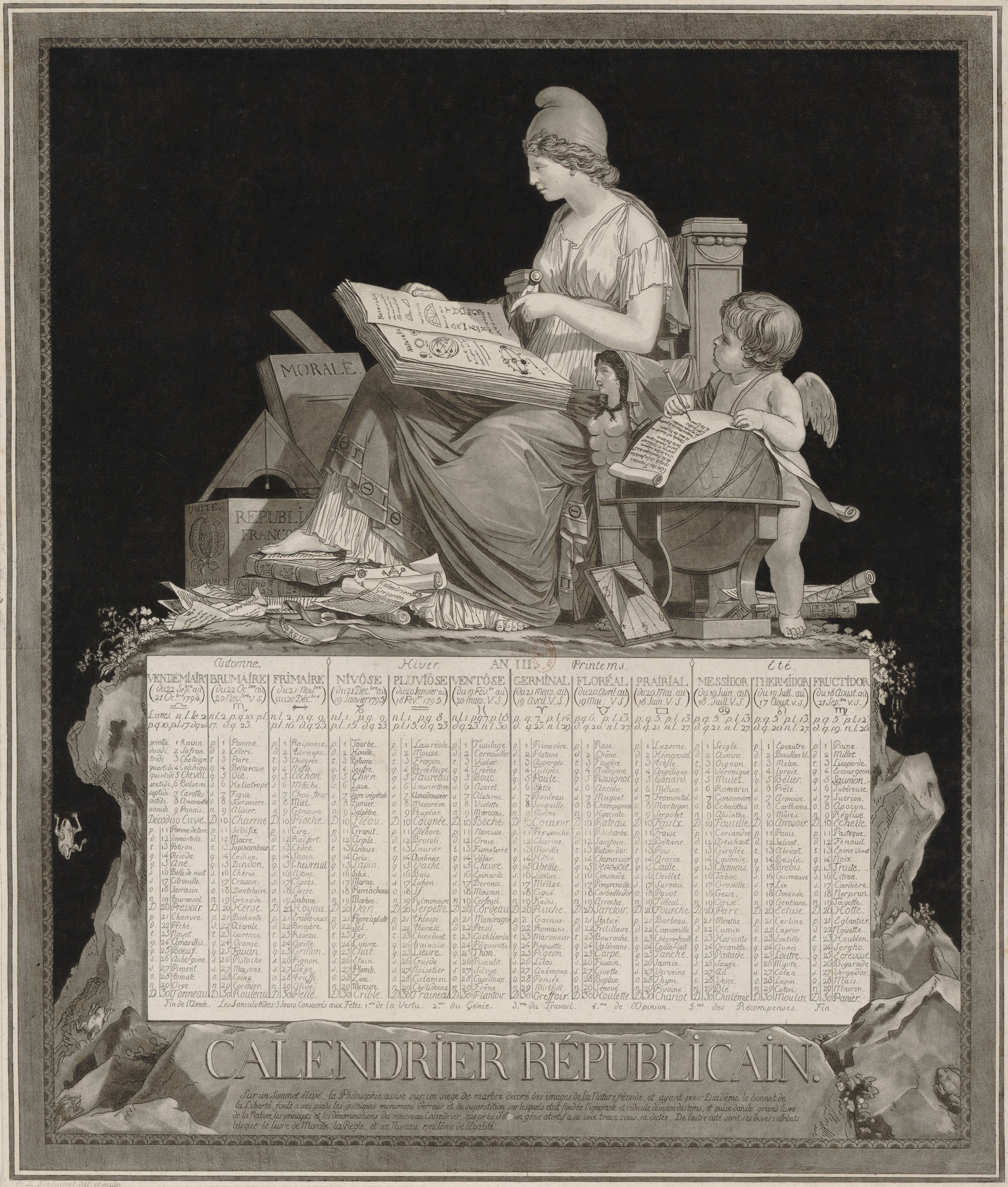
Az 1794-és évre szóló forradalmi naptár

Az olyan szélsőségesek, mint Hébert és azok a „veszettek”-nek nevezettek, akik Párizsban a Kömmünt uralták, fokozták a kereszténytelenítést. Többek között bezáratták a templomokat, a párizsi Notre-Dame székesegyházat pedig az Értelem Templomára változtatták. Sok vallásos műemlék vandalizmus áldozata lett. A kereszténytelenítés keretében 1793 októberében bevezették az ún. „forradalmi naptár”-t. Eszerint az év tizenkét 30 napos hónapból állt, olyan nevekkel, mint brumaire (a brume ’köd’ szóból), thermidor (a görög thermos ’meleg’ szóból) stb. Hetek helyett három tíz napból álló egység alkotott egy hónapot, a napok nevét pedig a latin számjegyek neve és a dies ’nap’ szó elemeinek összetételéből alkották: primidi, duodi, tridi stb. A szentek nevét ásványok, növények, állatok és szerszámok nevével helyettesítették.
Az országban alkalmazták az ún. „forradalmi terror”-t. 1793 szeptemberében a Konvent elfogadta az ún. „gyanúsak elleni törvény”-t. Ilyeneknek számítottak a állampolgársági erényeket igazoló dokumentum nélküliek, a volt nemesek, a leváltott köztisztviselők, az emigránsok, de mások is, akiket homályosan határoztak meg, mint „azok, akik magatartásukkal, kapcsolataikkal, szavaikkal vagy írásaikkal a zsarnokság vagy a föderalizmus híveiként és a szabadság ellenségeiként mutatkoznak”. A Párizsban és néhány vidéki városban működő forradalmi törvényszékek megfellebbezhetetlen ítéleteket mondtak ki, és ezeket 24 órán belül kellett végrehajtani. Ennek a terrornak a nagyon sok áldozata között volt például az 1793. október 16-án kivégzett Mária Antónia királyné.

#### A forradalmi hatalom megerősödése
A központi hatalom sikereket kezdett elérni úgy a belső, mint az idegen ellenségekkel szemben. A girondisták seregét 1793. július 13-án Pacy-sur-Eure-ön, július 27-én Avignon-ban, augusztus 25-én Marseille-ben, szeptember 18-án Bordeaux-ban, október 9-én Lyonban győzték le. Ezeket a győzelmeket véres megtorlások követték, százával végeztek ki embereket. A vendée-iek seregét is legyőzték 1793 októberében, majd maradványait decemberben számolták fel. 100 000 és 250 000 közötti becslések vannak a tartományban elkövetett vérengzések civil áldozatainak számáról. Mégis Vendée-ban az ellenforradalmi harc még folytatódott gerilla alakjában. Az angolok által elfoglalt Toulont december 19-én szabadították fel. A csatában az akkoriban százados Napoléon Bonaparte is kitüntette magát. Északon az angolokat a hondschootei csatában is legyőzték még szeptember 8-án, ami Dunkerque felszabadításához vezetett, majd az osztrákok szenvedtek vereséget a wattignies-i csatában október 16-án. Az osztrákokat visszaszorították a Rajnán túlra, a spanyolokat is a Pireneusokon túlra, valamint Savoyában is legyőzték a Szárd Királyság csapatai által támogatott helyi ellenforradalmárok seregét.

#### Forradalmárok közötti konfliktusok
A forradalmárok egymás között is alkalmazták a terrort. A „veszettek”-nek nevezettek voltak a legradikálisabbak. Erélyesen követeltek gazdasági és társadalmi intézkedéseket a szegények javára. Jacques Roux volt pap, a Kömmün tagja, 1793. június 25-én a Konventbe ment, ahol erre vonatkozó kérvényt nyújtott be. Szeptember 5-én sans culotte-ok csoportja behatolt a Konventbe, ezért Roux-t még aznap letartóztatták, és később öngyilkos lett a börtönben.
Más radikálisok Hébert-rel az élükön cselekvőképtelenséggel vádolták a Konventet, a Közjóléti Bizottságot és Robespierre-t, aki az utóbbit uralta, amiért a lakosság élelemhiánytól szenvedett 1793–1794 telén is. Hébert odáig ment, hogy 1794. március 4-én a Cordeliers klubban felkelésre hívott fel, de ez nem talált követésre, mert a Konvent előzőleg február 26-án és március 3-án megszavazta a gyanúsak javainak elkobzását és szegények közötti szétosztását. A hébertisták már a szélsőséges kereszténytelenítési akcióikkal is irritálták a Konventet. Hébert-t és néhány főbb híveit letartóztatták, halálra ítélték és március 24-én guillotine-nal kivégezték.
A Konventben „engedékenyek”-nek nevezett csoport rajzolódott ki mérsékeltekké vált személyiségekkel az élen, mint Danton és Camille Desmoulins újságíró. Ezek a terror leállítását kérték, de ezzel a Közjóléti Bizottság nem értett egyet. Ezen kívül Danton környezetében volt néhány pénzügyi botrányban kompromittált képviselő. Letartóztatták ezeket Dantonnal, Desmoulins-nel és még néhány hozzájuk közeli személlyel együtt, mindet halálra ítélték és április 5-én kivégezték.
A rendszer legerősebb embere Robespierre lett. Nem értett egyet a legradikálisabb forradalmárok ateizmusával és 1794. május 8-án elérte, hogy a Konvent ennek megfelelően szavazzon meg rendeletet. Ez azt nyilvánította ki, hogy „a francia nép elismeri a Legfelsőbb Lény létét és a lélek halhatatlanságát”.
A terror még kegyetlenebb lett egy 1794. június 10-én elfogadott törvény nyomán. A forradalmi törvényszékeknek nem kellett többé tanúkat és ügyvédeket meghallgatniuk, hanem csak ún. „erkölcsi bizonyítékok” alapján ítélkeztek és csak halálos ítéleteket mondtak ki. Június 10-e és 27-e között 1376 személyt végeztek ki, köztük Antoine Lavoisier vegyészt és André Chénier költőt, bár a közvélemény már nem találta megalapozottnak a terrort, hiszen a belső lázadásokat már leverték és az idegen ellenségeket visszaszorították a határokon túlra.
A gazdasági helyzet továbbra is súlyos volt. A parasztok egyre nehezebben viselték el a mezőgazdasági termékek kötelező beszolgáltatását. A maximált árakat kijátszotta az érintett áruk ritkasága és nehezen felügyelhető feketepiaci ára, miközben a maximált béreket könnyen lehetett alkalmazni. Ez csökkentette a vásárló erőt és kiváltotta a munkások elégedetlenségét.

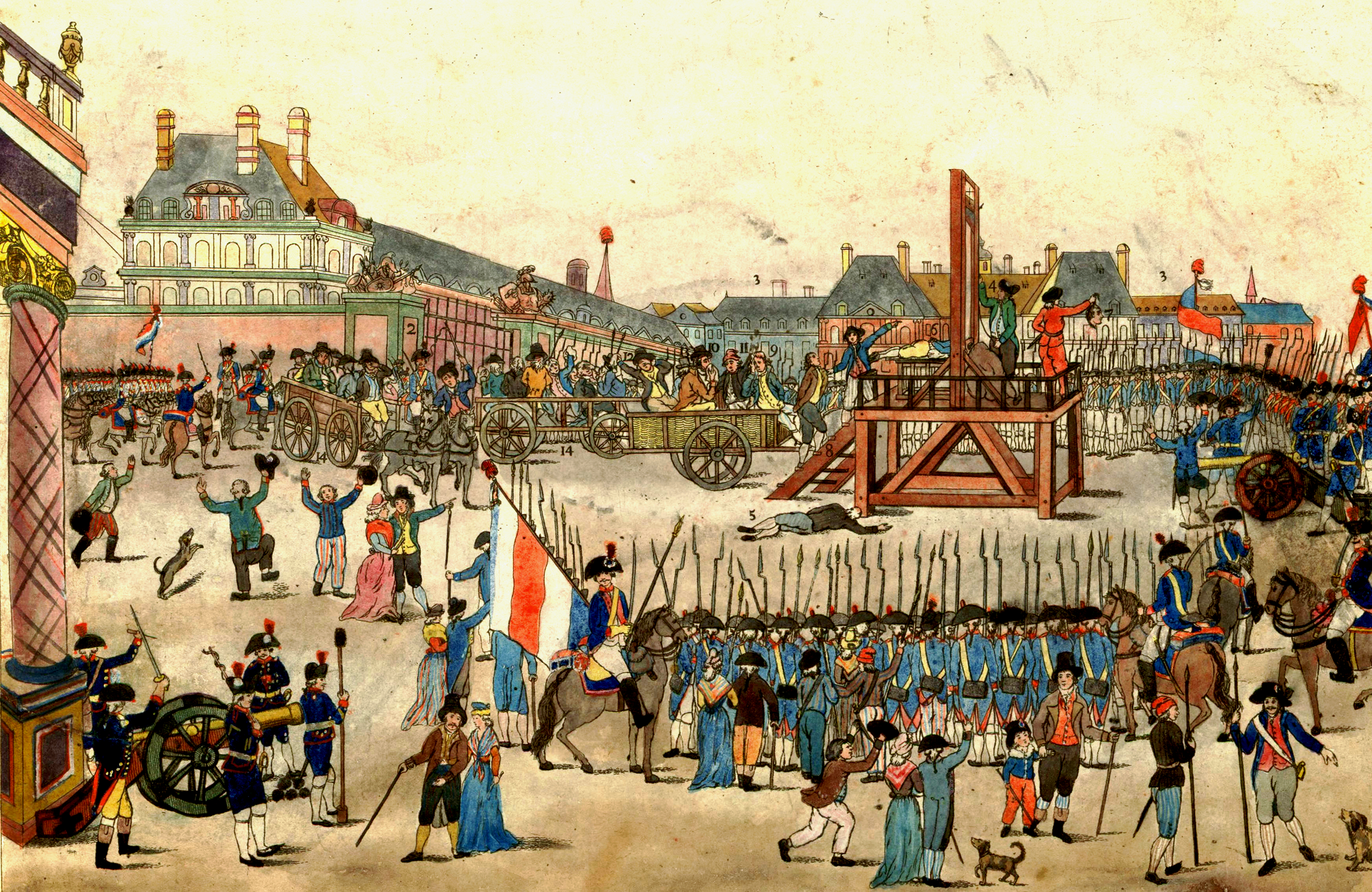
Robespierre kivégzése

A bizottságok tagjai között kiéleződtek a konfliktusok. Robespierre-t támadni kezdték azzal, hogy ok nélkül akarja fenntartani a terrort, és hogy diktatórikus hajlamai vannak. 1794. július 27-én (thermidor 9-én) egy képviselő vád alá helyezését javasolta. Robespierre-t nem engedték szóhoz jutni, hogy megvédhesse magát. A Konvent megszavazta a Kommün nemzetőrsége parancsnokának és a párizsi Forradalmi Törvényszék elnökének a letartóztatását, majd Robespierre-ét, legközelebbi barátja, Saint-Justét és néhány hozzájuk közel álló személyét is. Párizs polgármestere felkelésre hívta fel a lakosságot és a törvényességet megszegve kiszabadította a letartóztatottakat. Ezek a városházába menekültek, de nem volt, aki ott megvédje őket. Csendőrök behatoltak éjszaka a városházába, és Robespierre súlyosan megsebesült. Nem tudni, hogy csendőr lőtt-e rá vagy öngyilkosságot kísérelt-e meg. Július 28-án kivégezték híveivel együtt és másnap kivégezték a Kommün tagjait is.

### A thermidori reakció
Az ún. „thermidoriak” számára, akik a július 27-i (thermidor 9-i) államcsíny szerzői voltak, a forradalom be volt fejezve. Ezzel egyetértettek az óvatos vagy határozatlan Síkság tagjai, a terrort elkerülő girondisták, Danton néhány volt híve és egyesek, akik eleinte terrorpártiak voltak, de közben a terror ellenzői lettek.
A politikai thermidori reakció néhány intézkedésben nyilvánult meg. Július 31-én felújították a végrehajtó hatalom bizottságait. A Közjóléti Bizottságot meggyengítették, hatáskörében csak a diplomácia és a háború maradt. 14 mérsékeltek uralta bizottság látta el a többi szokásosan minisztériumokra háruló feladatot. Augusztus 1-én hatályon kívül helyezték a június 10-i törvényt. Felszámolták a forradalmi felügyelő bizottságokat és kiszabadították a még nem kivégzett letartóztatottakat. Ezzel szemben kivégezték a párizsi Forradalmi Törvényszék ügyészét és száműzték a Közjóléti Bizottság legradikálisabb tagjait. November 12-én bezáratták a Jakobinus klubot és december 8-án visszafogadták a Konventből kizárt girondistákat.
Vallási téren szeptember 18-án szétválasztották a államot a vallási felekezetektől azzal, hogy hatályon kívül helyezték az 1790. július 12-én az Alkotmányos Nemzetgyűlés által megszavazott Klérus polgári alkotmányát, amely értelmében a klérus tagjai arra kényszerültek, hogy felesküdjenek rá és ezzel állami tisztviselőkké váljanak, az állam által biztosított fizetéssel. 1795. február 21-én kihirdették a felekezetek szabadságát.
Gazdasági téren újra magánkézbe adtak egyes előzőleg államosított, a védelmi iparághoz tartozó manufaktúrákat. A külkereskedelem visszakapta a szabad behozatal jogát. December 24-én eltörölték az árak és a bérek maximalizálását, de ez elmélyítette a gazdasági válságot a pénz súlyos romlása és az árak jelentős növekedése nyomán. A munkanélküliség is megnövekedett. A falusiak nem fogadták el a értéktelenné vált pénzt és nem látták el többé a városokat. Ezek a jelenségek a népi rétegeket sújtották, éhínséget okozva.

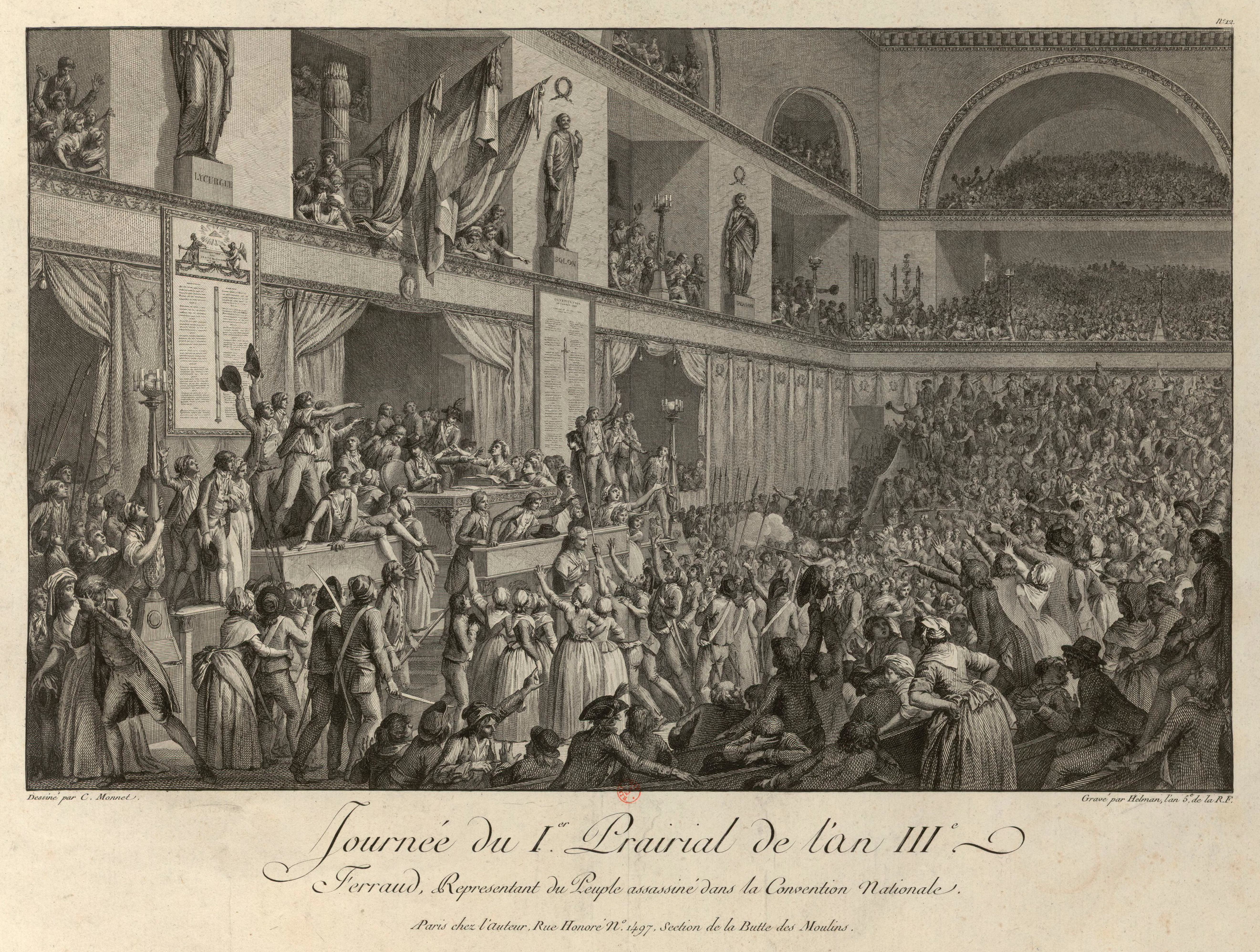
Az 1795. május 20-i események a Konventben

A katasztrofális gazdasági helyzet miatt néhány lázadás tört ki a Konvent ellen, melyeket ez elfojtott. 1795. április 1-én a párizsi munkások lakta városrészek sans-culotte-jainak csoportja behatolt a Konventbe és kenyeret, szabadságot, valamint az 1793-as alkotmány alkalmazását követelte. A Konvent a polgári városrészekből mozgósított embereket, akik felszabadították. Május 20-án újabb tüntetés ért a Konventhez, a tömeg elárasztotta, és a tumultusban megöltek egy képviselőt. A Konventet újból felszabadították fegyveresek, de másnap megint kísérlet volt elfoglalására, amit nehezen akadályoztak meg. Május 24-én a Saint-Antoine külvárost körülzárták és az ottani városrészeket lefegyverezték. Ugyanakkor halálra ítéltek hat baloldali képviselőt, akik a felkelőkkel szimpatizáltak, és ezzel legyőzték a népi mozgalmakat.

### A monarchista veszély elhárítása
A francia hadsereg folytatta sikereit a franciaellenes koalíció csapataival szemben. Franciaország Bázelben 1795. április 5-én békét kötött Poroszországgal, majd május 16-án az Egyesült Tartományokkal, melyeket elfoglalt, azután újra Bázelben július 22-én Spanyolországgal kötött békét. Az utóbbi két esemény között, június 8-án bejelentették XVI. Lajos fogva tartott 10 éves kisfiának és utódjának halálát, aki királyként XVII. Lajos lett volna. A monarchisták eljöttnek látták az idejét annak, hogy visszaállítsák a királyságot. Június 17-én az angol flotta emigráns monarchisták seregét szállította Quiberonba, ahol ez partra szállt és helybéli ellenforradalmárok seregével egyesült. Ezt követően június 24-én a trón következő örököse, XVI. Lajos Veronába emigrált testvére, XVIII. Lajosként kiáltotta ki magát és megígérte az ancien régime (a régi rendszer) visszaállítását, valamint a királygyilkosok megbüntetését. Azonban a királypártiakat legyőzték július 21-én Quiberonnál Lazare Hoche tábornok csapatai.

### Az 1795-ös alkotmány
Volt girondista és egyéb mérsékelt képviselők új alkotmány kidolgozásába kezdtek. Bevezetője ennek is emberi jogok nyilatkozata volt, de ezúttal kötelezettségek nyilatkozatával kiegészítve.
Az új alkotmány visszaállította az alkotmányos monarchia idejében érvényben levő cenzusos választójogot. Választójogot a alkotmányban rögzített minimális anyagi javakkal rendelkező férfiak kapnak. Ezek elsődleges gyűlésekben választanak meg 200–200 állampolgárra eső egy-egy elektort. Az elektoroknak magasabb értékű minimális vagyona kell legyen, mint az elsődleges választóknak. Az elektorok a megyei székhelyen ülnek össze választási gyűlésen, hogy országos szinten megválasszák a törvényhozás és a Semmítőszék tagjait, megyei szinten pedig a megyei igazgatás tagjait, a bűnügyi bíróság elnökét és ügyészét, valamint a polgári törvényszék bíráit.
Ez az alkotmány kétkamarás törvényhozást ír elő, melyeket törvényhozó gyűléseknek vagy törvényhozó tanácsoknak nevez. Az Ötszázak Tanácsának feladata a törvénytervezetek előterjesztése. A Vének Tanácsának (250 legalább 40 éves képviselő) kell ezekről szavaznia. Mindegyik kamara egyharmada évente felújítandó.
A végrehajtó hatalmat öt tagú directoire (direktórium, igazgatótanács) gyakorolja. Úgy választják ki a tagjait, hogy az Ötszázak javasolnak 10 jelöltet, a Vének pedig kisorsolnak közülük ötöt. Évente helyettesítik az egyiket. A direktórium nevezi ki a minisztereket, de nem oszlathatja fel a kamarákat.
A megyei igazgatási testületek is öt tagból állnak, közülük is évente helyettesítik az egyiket. Részben enyhül a központosítás, de a Direktórium a megyei igazgatási testület mellé biztost nevez ki, aki ellenőrzi tevékenységét.
Az alkotmányt és a hozzá tartozó rendeleteket a Konvent 1795. augusztus 22-én szavazta meg. Mivel a thermidoriak attól tartottak, hogy a következő választásokon sok királypárti fog a törvényhozásba jutni, az egyik rendelet, „a kétharmad rendeleté”-nek nevezett azt írta elő, hogy az elektori gyűlések 500 új képviselőt a Konvent 700 tagjai közül válasszanak ki. Az alkotmányt és a rendeleteket az általános választójog alapján megtartott népszavazásnak vetették alá. Az alkotmányra kevéssel egy millió felett volt az „igen”-ek száma valamivel több, mint 40 000 „nem” ellenében, de a kétharmad rendeletére csak 200 000-nél valamivel kevesebb „igen” volt és valamivel több, mint 100 000 „nem”. A 48 párizsi városrész közül csak az egyikben volt többségben az „igen” erre a rendeletre. A kb. öt millió választóból nagyon sok nem szavazott.

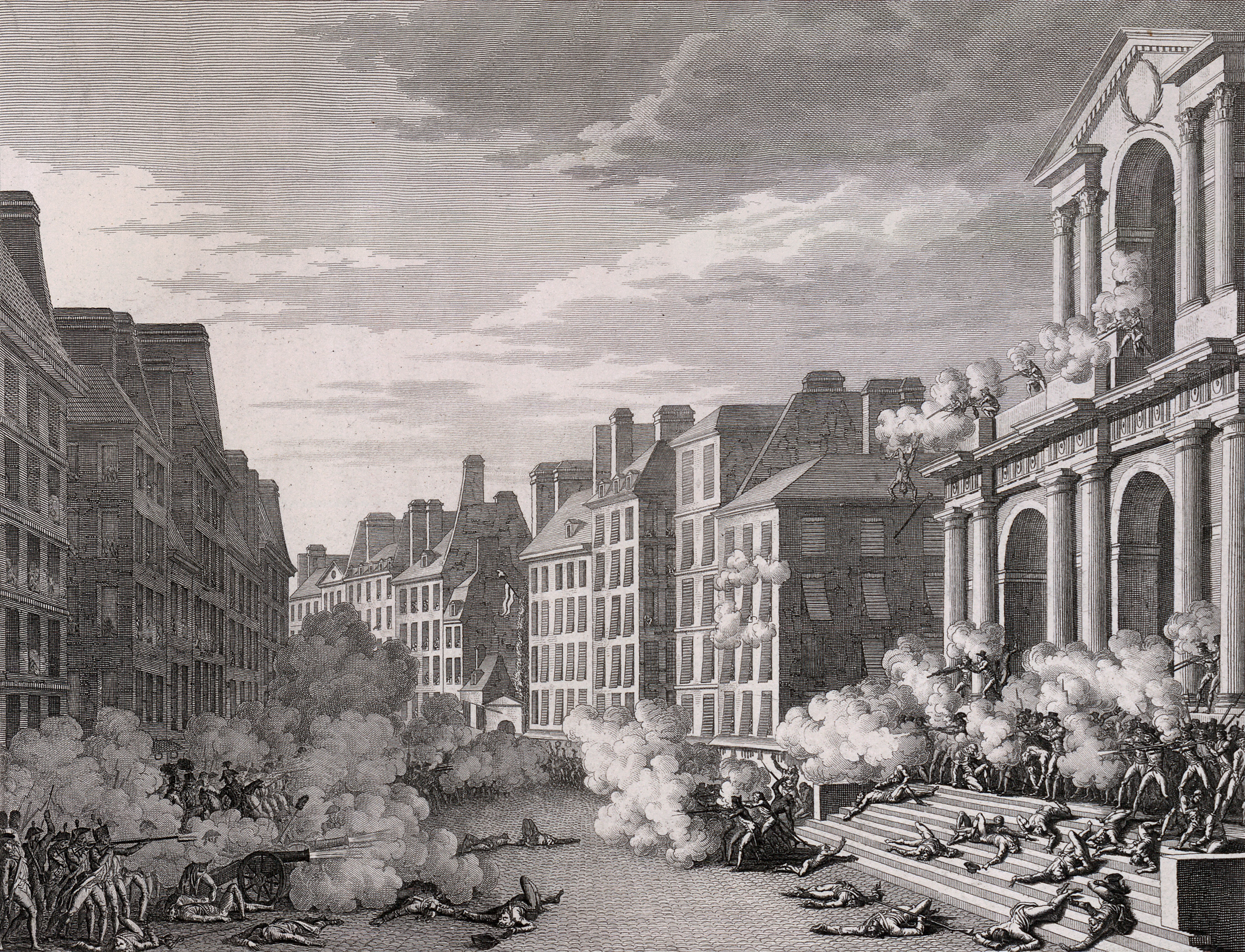
A Konvent megtámadása az 1795. október 3–5-i monarchista felkelés idején

Október 3-án hét párizsi városrész ellenforradalmi felkelést szervezett. Október 5-én ezt leverték a Konvent rendelkezésére álló katonák, bár kevesebben voltak, mint a felkelők. Paul Barras, a Konvent akkori elnöke vezette őket Bonaparte segédletével, aki Toulon felszabadítása után tábornok lett.
A választásokat október 12-e és 21-e között tartották meg. A Konvent képviselői közül megválasztottak többségükben mérsékelt köztársaságpártiak, az újak pedig többnyire monarchisták voltak.

## A Direktórium időszaka
Az új parlament 1795. október 26-án lépett a Konvent helyébe, és november 3-án működésbe lépett a Direktórium, melyet Barras uralt.

### Az első Direktórium

#### Pénzügyi gondok
A pénzügyi helyzet katasztrofális volt. A kincstár üres volt, az asszignátának nevezett pénzt helyettesítő papíroknak már nem volt semmi értéke, a spekuláció és az infláció nagyon magas lett. 1796 februárjában lemondtak az asszignátáról és más, mandat territorialnak (területi mandátumnak) nevezett papírokkal helyettesítették. Ezekről is lemondtak egy év után. Defláció és az árak esése következett. 1797. december 14-re a köztartozás helyzete csődhöz vezetett, ami arra késztette az államot, hogy ne ismerje el a köztartozás kétharmadát, és következésképpen a hitelezők és az állampapírokat jegyzők tönkrementek.

#### Összetűzések a rendszer ellenzőivel
A gazdasági és társadalmi válság, a népi tömegek szegénysége fenntartotta a jakobinizmus túlélői, a volt forradalmárok haragját. Ők Gracchus Babeuf hívei lettek, aki eleinte a thermidoriakhoz állt közel, de azután Spárta egalitarizmusából ihletett egyféle agrárkommunizmus elméletét alkotta meg. Ellenezte a magántulajdont és a rendszer megváltoztatására felkelés helyett a titkos cselekvésben hitt. 1796. március 30-án az ún. „egyenlők” összeesküvését kezdeményezte. Az egyenlők titkos direktóriumot alkottak, mely államcsínyt készített elő, és ennek érdekében a párizsi rendőrségbe összeesküvőket próbáltak bejuttatni. Azonban az összeesküvést elárulták, Babeuföt letartóztatták és 1797. május 26-án kivégezték.
A közvéleményben felébredt a monarchia nosztalgiája. Hívei politikai klubokat hoztak létre, melyekben megvitatták eszméiket arra törekedve, hogy törvényes úton hozzák vissza a királyságot az 1797-es választások alkalmával, amikor a kétharmad rendelete már nem lesz hatályban. A két kamara egy-egy harmadának felújítására irányuló választások 1797. március–áprilisban zajlottak le és monarchista többséget eredményeztek. Soraiban egyesek az ancien régime visszatérésének hívei voltak, mások, mérsékelt monarchisták, alkotmányos monarchiát akartak. A kamarák elnökeinek monarchistákat választottak meg. A Direktórium felújításakor ugyancsak monarchistát választottak meg. A kamarák eltörölték az emigránsokat és azokat a papokat sújtó törvényeket, akik nem esküdtek fel a Klérus polgári alkotmányára.
A monarchisták arra készültek, hogy vád alá helyezzék a három köztársaságpárti direktort, köztük Barrast, de ezek pártján voltak Hoche és Bonaparte tábornokok. Az utóbbinak, aki az Itáliában harcoló hadsereget vezette, tudtára jutottak a monarchisták üzelmei, és Párizsba küldte Augereau tábornokot, akit a Direktórium az ottani csapatok élére nevezett ki. A monarchisták 1797. szeptember 4-én akartak akcióba lépni, de Barras, aki tudta, mi készül és katonai támogatással rendelkezett, államcsínnyel előzte meg őket. Fő embereiket letartóztatták vagy elmenekültek. A direktorok hatálytalanították a választásokat 49 megyében és megválasztottaknak a vesztes jelölteket nyilvánították ki. 53 képviselőt és a két monarchista direktort Francia Guyanába száműzték. Azonnal visszaállították az emigránsokra és a papokra vonatkozó törvényeket és megszüntették a sajtószabadságot.

#### Külföldi sikerek

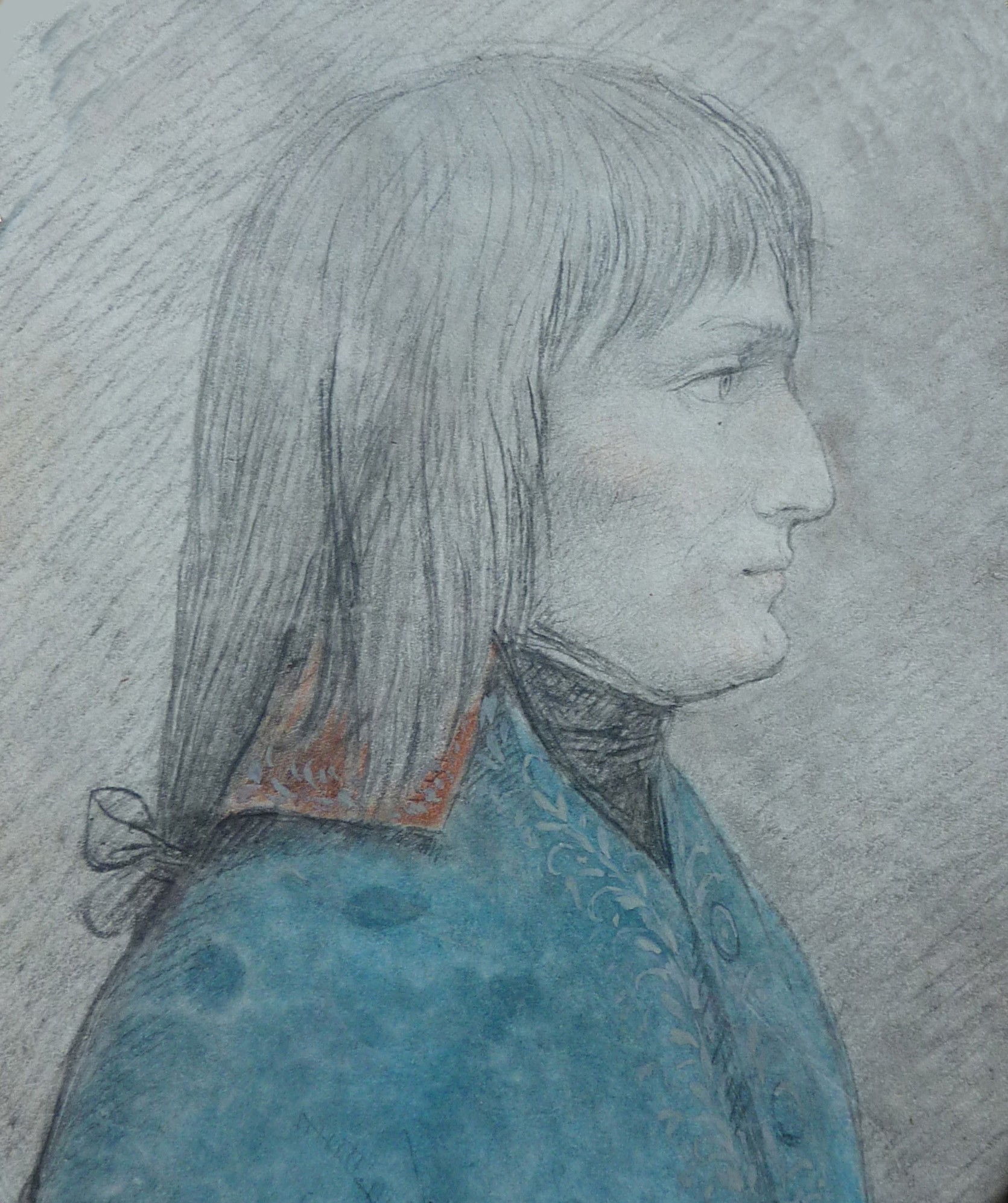
Bonaparte az 1796-os Itáliai hadjárat idején

Az 1795-ben megkötött békeszerződések után Franciaország Ausztriát akarta legyőzni. Csapatai támadni próbálták Németországon és Itálián keresztül is. Németországban vereségeket szenvedtek. Az itáliai hadsereg egyelőre fegyelmezetlen és harci morál nélküli volt, de parancsnokságát Bonaparte vette át és megfelelő állapotba hozta. 1796 áprilisában legyőzte az osztrák sereget és a Szárd Királyságét néhány csatában. A június 3-ai párizsi békeszerződésben az utóbbi elismerte Savoya és Nizza Franciaországhoz való tartozását.
Bonaparte serege átkelt a Pó folyón, elfoglalta Milánót és május 9-én újból legyőzte az osztrákokat a lodi csatában. Az észak-itáliai fejedelmek békét kértek. Május 30-án Bonaparte elkezdte Mantova ostromát. Legyőzte azokat az osztrák csapatokat is, melyek Mantova segítségére jöttek 1796 szeptemberében, majd novemberében, valamint 1797 januárjában lezajlott csatákban, és február 2-án elfoglalta a várost. Ezzel Franciaország uralta Észak-Itáliát és békében volt Közép-Itáliával. Február 17-én VI. Piusz pápa aláírta a tolentinói békeszerződést, mellyel elismerte Avignon és a Venaissin Grófság Franciaországhoz való tartozását.
Bonapate tovább indult Bécs felé, és amikor kb. 100 kilométerre jutott hozzá az osztrákok tűzszünetet kértek. A Campo Formió-i béke megkötése következett 1797 október 17-én, melyben Ausztria átadta Franciaországnak Belgiumot, a Rajna bal partján elterülő régiót és a jón-tengeri szigeteket.

### A második Direktórium
1798 áprilisában újraválasztották a törvényhozó gyűlések egyharmadát. Az eredmény a neojakobinusoknak kedvezett, azaz a baloldalnak. A Direktórium államcsínnyel felérő manőverrel reagált, egy május 11-én megszavazott törvénnyel, melynek alapján csak 49 megyében hagyták jóvá a választásokat, 106 képviselőt fosztva így meg mandátumától. Ez jelentette az ún. „második Direktórium”-nak nevezett rendszer felállítását.

#### Az egyiptomi hadjárat
Franciaország egyedüli ellenfele Anglia maradt. Bonaparte partraszállás útján akarta legyőzni, de meggyőződött róla, hogy ez lehetetlen. Talleyrand direktor azt sugallta neki, hogy Egyiptomba indítson katonai expedíciót és foglalja el a Szuezi földszorost, ezzel vágva el Anglia szárazföldi útját India felé. A Direktóriumnak kedvezett Bonaparte távozása, mert már zavarta az a dicsőség, amit megszerzett a tábornok. Az expedíciónak tudományos ürügye volt, ezért tudósok csoportja is részt vett benne.
Az expedíciós haderő hajói 1798 májusában indultak el Egyiptom felé és útjukban Bonaparte elfoglalta Máltát. Egyiptomot a mamlúkok uralták az Oszmán Birodalom névleges fennhatósága alatt. Bonaparte hadüzenet nélkül szállt partra Alexandriánál és július 2-án elfoglalta a várost. Legyőzte a mamlúk hadsereget a gízai piramisoknál és július 24-én elfoglalta Kairót, de a Horatio Nelson altengernagy vezette angol flotta augusztus 1-én az Abukírnál lezajlott ún. nílusi csatában megsemmisítette a francia flottát. Az Oszmán Birodalom csatlakozott az franciaellenes koalícióhoz és hadat üzent Franciaországnak. Bonaparte elindult Szíria felé és elfoglalta Gázát 1799. február 24-én, majd Jaffát is március 7-én, de Akko erődje előtt megállították. Ezen kívül pestisjárvány ütött ki, és a franciák visszavonulásra kényszerültek. Július 25-én Abukírnál legyőzték a török sereget, majd Bonaparte hírt kapott a franciaországi történésekről, átadta a parancsnokságot Kléber tábornoknak és elindult kíséretével Franciaország felé egy utána jött hajórajjal.

#### Az 1799. június 18-i államcsíny
Miközben Bonaparte a Közel-Keleten volt, 1799 áprilisában újraválasztották a törvényhozó gyűlések egyharmadát. A neojakobinusak győztek, és a választásokat jóváhagyták. Az új gyűléseknek megvolt a hadsereg támogatása és manővereket kezdtek a Direktórium három thermidori tagjának a kiiktatására. Június 18-án megszavaztak egy olyan törvényt, amely előírta mindazok törvényen kívül helyezését, akik a nemzeti szuverenitás ellen vétenek. Ez gyakorlatilag olyan államcsíny volt, mely nyomán a három direktor lemondani kényszerült, majd az új törvényhozás radikális változásokat eszközölt a miniszterek között.
Baloldali jellegű intézkedéseket is foganatosítottak: újból megnyílhattak a politikai klubok, újra megjelentek a jakobinus lapok, kötelező kölcsönt erőszakoltak ki a gazdagoktól.
Ugyanakkor súlyosbodott a monarchista veszély. Királypárti felkelés robbant ki Haute-Garonne megyében, nyugaton pedig felújult a monarchista gerilla.

### A háború állása Európában
A Campo-Formió-i békekötés után Franciaország sikeresen folytatta a háborút a franciaellenes koalícióval. Anglia legyengült a hosszadalmas és költséges háborútól. Tárgyalásokba kezdett Franciaországgal, de ezek megszakadtak az 1797. december 4-i államcsíny miatt. Franciaország ún. „testvérköztársaságok”-kal vette magát körül, melyeket hódításai nyomán hozott létre. Bonaparte Itáliában 1796-ban kikiáltotta a Ciszpadániai Köztársaságot Modena fővárossal és a Transzpadániai Köztársaságot a Milánói Hercegség területén, majd 1797-ben egyesítette ezeket Ciszalpin Köztársaság elnevezéssel Milánó fővárossal. Az 1795-ben elfoglalt Egyesült Tartományok államcsíny nyomán Batáviai Köztársaság néven a franciával testvérköztársaság lett 1798 januárjában. Ugyanabban a hónapban francia csapatok beavatkoztak Svájcban kantonok közötti harcokat kihasználva. Bernben elkobozták az ország kincstárát és ugyanakkor kikiáltották a Helvét Köztársaságot. Februárban a franciák lerohanták a pápai államot és elfoglalták Rómát, létrehozva a Római Köztársaságot. VI. Piusz pápát letartóztatták és Franciaországba deportálták.
E helyzetre reagálva Anglia egy második franciaellenes koalíció létrehozását kezdeményezte, mely 1798 szeptembere és 1799 márciusa között létezett. Magába foglalta az Orosz Birodalmat, Ausztriát, az Oszmán Birodalmat, a perszonálunióban levő Nápolyi Királyságot és Szicíliai Királyságot, néhány német fejedelemséget és Svédországot. Franciaország kedvezőtlen helyzetbe került, mivel legjobb csapatai és Bonaparte Egyiptomban voltak. Törvénybe foglalták ugyan a hadkötelezettséget, de az országnak Európában csak 200 000 gyengén felszerelt katonája volt. 1798 decemberében a franciák még elfoglalták Piemontot is, 1799 januárjában még a Nápolyi Királyságot is, melyet Parthenopéi Köztársasággá változtattak, de az év márciusától kezdve vereségeket szenvedtek. 1799. március 25-én legyőzték őket az osztrákok a stockachi csatában, majd augusztusig elvesztették egész Olaszországot Genován kívül.
Mégis 1799 szeptemberében Franciaország helyzete megjavult. Szeptember 19-én a francia csapatok az észak-hollandiai Bergennél angol–orosz partraszállási kísérletet hiúsítottak meg, szeptember 27-én pedig legyőztek egy orosz hadtestet Zürichnél. Azután az orosz hadsereg egy másik része lemondott Franciaország előbb eltervezett kelet felőli megtámadásáról.

### Az 1799. november 9–10-i (brumaire 18–19-i) államcsíny

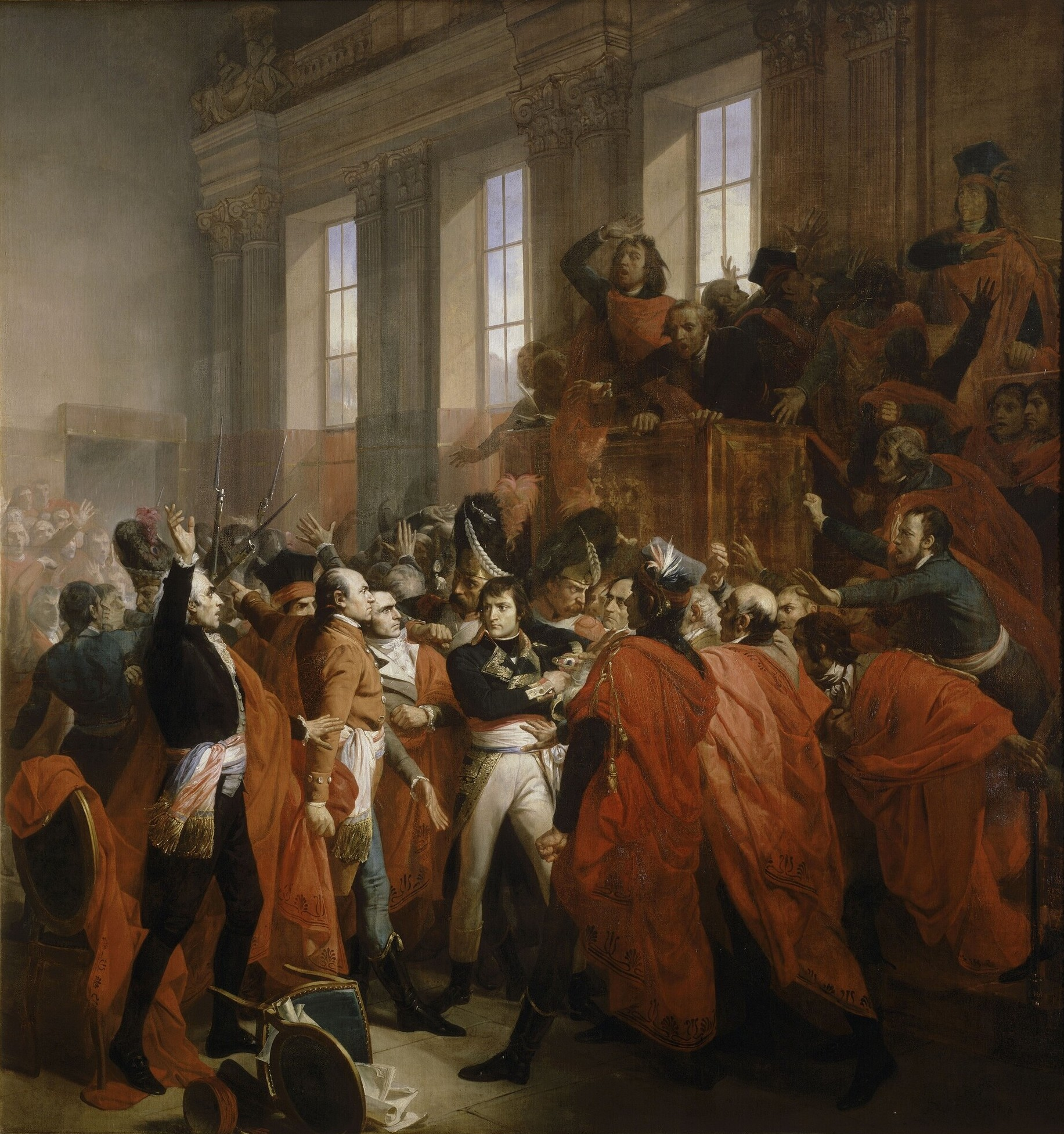
Bonapartét molesztálják brumaire 19-én az Ötszázak Tanácsában.

Franciaországban a lakosság nagy része már megelégelte a forradalmi zavargásokat és a háborút. Radikális változást akart, mely vessen véget a forradalomnak és teremtsen stabilitást és békét.
Bonaparte 1799. október 9-én érkezett vissza az országba. Megelőzte az abukíri győzelmének híre és a lakosság lelkesedve fogadta egész útján Párizsba, mint egy dicsőséges hadvezért.
Úgy tűnt, hogy a változás megoldása ideiglenes diktatúra lenne, melyet csak államcsíny útján lehetett bevezetni. Ennek tervét Emmanuel Joseph Sieyès, a Direktórium egyik tagja gondolta ki. Az volt a terv, hogy a Direktórium vessen véget tevékenységének, idézze elő a törvényhozó tanácsok bukását, és egy általa vezetett bizottság dolgozzon ki új alkotmányt. Összeesküvés jött létre, melyben Bonaparte biztosította az államcsíny katonai támogatását, de csak megfélemlítés lett volna a szerepe. Részt vettek még az összeesküvésben Roger Ducos direktor, Talleyrand, Joseph Fouché rendőrminiszter, sok honagya a Vének Tanácsában és egyesek az Ötszázak közül.
November 9-én a Vének Tanácsa elrendelte a két kamara Saint-Cloudba való költözését jakobinus összeesküvés létének ürügyével. Bonapartét bízták meg a rendelet végrehajtásával. Ekkor Sieyès, Ducos és Barras direktorok lemondtak, a másik kettőt pedig katonák úgymond „védték” a Direktórium irodáiban a Luxembourg-palotában. Másnap Bonaparte előbb a Vének Tanácsában jelent meg bejelenteni a változásokat, és jól fogadták. Azonban a Ötszázak Tanácsában, melyet a neojakobinusok uraltak, lehurrogták és meglökdösték. Fivérének, Lucien Bonaparte-nak, aki a tanács elnöke volt, nem sikerült helyreállítania a rendet és lemondott. Kiment és elmondta a katonáknak, hogy a képviselők megpróbálták leszúrni a fivérét. A katonák bementek az Ötszázak üléstermébe és arra kényszerítették őket, hogy hagyják el azt. Közülük azok, akik egyetértettek a változással a Vénekkel egyesültek és ez a gyűlés tudomásul vette a végrehajtó hatalom ellátásának megszűnését, és Bonaparte, Sieyès és Ducos ideiglenes triumvirátusát bízta meg ezzel. Ugyanakkor elhatározta új alkotmány kidolgozását két bizottság által hat hét alatt. Bonaparte kiáltványt adott ki, melyben azt állította, hogy ő vetett véget előkészületben levő felforgató akcióknak. Ezzel, bár mellékszereplő volt, a változtatás erős emberének szerepét ragadta magához.
A párizsiak, akik már megszokták a gyakori államcsínyeket, nem reagáltak erre, az előkelőségek pedig meg voltak elégedve arra gondolva, hogy a szélsőségesek már nem juthatnak újra hatalomra, és hogy a rend visszatérése jót tesz az üzleti tevékenységeknek. Az 1799. november 9–10-i események jelentették a francia forradalom befejezését.

## A Konzulátus időszaka

### Az 1799-es alkotmány
Azokkal az eszmékkel, melyeket Sieyès bele akart foglalni az alkotmányba nem értett egyet Bonaparte, aki átvette kidolgozásának vezetését.
A cenzusos választójog helyett három fokozatos általános választójogot vezettek be. A kanton választói egytizedüket fogják beválasztani a kerület jegyzékébe. Ebből fogják majd kinevezni a kerület köztisztviselőit. A kerületi jegyzékben megnevezettek is egytizedüket fogják beválasztani a megye jegyzékébe, és ebből nevezik majd ki a megye tisztviselőit. A megyei jegyzékben szereplők is egytizedüket fogják bejuttatni az országos jegyzékbe, és ebből választják majd ki két törvényhozó gyűlés tagjait.
A törvényhozói hatalmat négy gyűlés fogja gyakorolni. Az egyik az Állami Tanács lesz, amely tagjainak száma 30-tól 50-ig terjedhet. Őket a konzulok (lásd a következő bekezdést) nevezik majd ki. Feladata a törvénytervezetek megfogalmazása a végrehajtó hatalom fennhatósága alatt. A második a legalább 25 éves 100 tagú Tribünök Gyűlése lesz, mely egyötödét évente fogják felújítani. Ez fogja megvitatni a törvényjavaslatokat. A harmadik gyűlés a 300 legalább 30 éves tagú Törvényhozó Testület lesz. Ennek is évente fogják felújítani az egyötödét. Ez a gyűlés szavazza majd meg a törvényeket immár vita nélkül, miután három tribün és szónok fejezte ki előtte gyűlésük egyetértését vagy egyet nem értését a törvénytervezetekkel. A negyedik törvényhozó gyűlés a Szenátus lesz. 80 legalább 40 éves örökös tagja lesz, és az egyik halálakor a többi szenátor von majd be újat akarata szerint. A szenátus feladata az alkotmány betartásának felügyelete lesz, továbbá a konzulok, a tribünök, a Törvényhozó Testület tagjainak és a Semmítőszék tagjainak a kiválasztása az országos jegyzékből. A többi gyűléssel ellentétben a Szenátus ülései nem lesznek nyilvánosak.
A végrehajtó szerv három tíz évre kinevezett konzulból fog állni, akiket akárhányszor lehet majd újra kinevezni. Hierarchikus sorrendben lesz egy Első, egy Második és egy Harmadik Konzul. Csak az elsőnek lesz joga a törvényeket jóváhagyni és kinevezni az Állami Tanács tagjait, a minisztereket, a nagyköveteket, a tiszteket és a köztisztviselőket. A többi kettőnek csak tanácsadói szerepe lesz.

### Az új rendszer felállítása
Az új alkotmányt 1799. december 13-ra fejezték be és december 15-én kiáltották ki, majd azonnal hatályba léptették jóváhagyás nélkül. Az Első Konzul már hivatalból Bonaparte volt és december 13-án már kijelölte a másik kettőt. December 25-én megalakult az Állami Tanács, melybe Bonaparte-hoz közel álló személyek jutottak be, a Szenátus elnöke pedig Sieyès lett. Ő vonta be az első szenátorokat, és a Szénátus december 27-én ült össze először. 1800. január 1-én megalakult a Tribünök Gyűlése és a Törvényhozó Testület is. A republikánus hagyományokat színlelve az alkotmány jóváhagyására népszavazást rendeztek, de titkos szavazás nélkül. Nagyon kevés „nem” szavazat volt és nagyon sok választó nem szavazott.
A közigazgatást nagy mértékben központosították az 1800. február 17-i törvénnyel. Prefektust nevezett ki a kormány mindegyik megyében és alprefektusokat minden kerületben. A helységek polgármestereit is kinevezték, valamint a megyei tanácsok, a kerületi tanácsok és a helyi tanácsok tagjait is, akik mind vagyonos előkelőségek voltak.

### A Konzulátus intézkedései
Politikai szempontból Bonaparte nem húzott sem az ancien régime, sem a forradalom felé, hanem a politikai csoportosulások fölött akart elhelyezkedni, a nemzeti megbékélés elérésének szándékával. A rendszer első intézkedései a volt forradalmi bizottságok tagjainak és az 1797. szeptember 4-i államcsíny után deportált mérsékeltek amnesztiája volt. Az emigránsok visszatérhettek az országba büntetés kockázata nélkül. Egy másik sürgős intézkedés az ország nyugati részében meglévő monarchista ellenzékkel való konfliktus befejezése volt. Egyes vezetőik behódoltak 1800. január 18-a és 20-a között, azokat pedig, akik nem akartak felhagyni a harccal, végleg legyőzték.
Ausztriával és Angliával folytatódott a háború, miközben Oroszország kilépett a koalícióból. Bonaparténak elsősorban Ausztriát kellett legyőznie. Két sereg alakult meg, ez egyiknek Moreau tábornok parancsnoksága alatt Németországban kellett harcolnia, a másiknak pedig Bonaparte vezetésével Itáliában. Bonaparte 1800. június 2-án újra elfoglalta Milánót, de az egyik tábornokát legyőzték június 4-én Genovánál. Bonaparte Milánóból dél felé indult az osztrákok ellen és előbb június 9-én a montebellói csatában, majd június 14-én a marengói csatában legyőzte őket, és az osztrákok tűzszünetet kértek. Németországban is a franciák legyőzték az osztrákokat előbb 1800. április 25-én Meßkirchnél, majd végleg december 3-án a hohenlindeni csatában. Velük a békét 1801. február 9-én Lunéville-ben kötötték meg. Ausztriának csak Velence maradt, és a franciák által Itáliában, Hollandiában és Svájcban alkotott testvérköztársaságoknak megadatott szabadon megválasztaniuk államformájukat.
Kléber tábornok, akit a egyiptomi francia hadsereg parancsnokának hagyott meg Bonaparte, merénylet áldozata lett 1800. június 14-én, majd az angolok legyőzték a franciákat, és ezek kivonulni kényszerültek Egyiptomból 1801 augusztusában. Mégis Anglia nehéz helyzetben volt, főleg azért, mert Franciaország szövetséget kötött Spanyolországgal 1800. október 1-én San Ildefonsóban. Végül 1802. március 25-én Anglia békét kötött Franciaországgal Amiens-ben. Így lett vége annak a háborúnak, mely 1792-ben kezdődött, és a béke kedvező volt Franciaország számára.
Vallási téren Bonaparte ki akart békülni a katolikus egyházzal. A rendszer első lépésként megnyittatta a templomokat az istentiszteletek számára és megtartatta VI. Piusz pápa halotti szertartását, aki 1799 augusztusában franciaországi fogságban halt meg. Helyette 1800 márciusában az új pápát Velencében megtartott konklávéban választották meg Barnaba Chiaramonti személyében, aki VII. Piusz lett. Ez júliusban tért vissza Rómába, miután Bonaparte beleegyezett a pápai állam visszaállításába. Bonaparte visszatértekor Itáliából a rendszer 1801 májusában folytatta a vallási megbékélés érdekében tett lépéseket a Szentszékkel való tárgyalások útján. Ezek körülményesek voltak, de végül konkordátum megkötésével fejeződtek be 1801. július 15-én. Ennek értelmében a Francia Köztársaság elismerte a katolicizmust mint a franciák nagy többségének vallását, de nem államvallásként. Az érsekeket és a püspököket az Első Konzul nevezte ki, és a pápa áldását adta a kinevezésekre. A papokat a püspökök nevezték ki a kormány jóváhagyásával. Az államtól kaptak fizetést, így gyakorlatilag tisztviselői voltak. A házasságkötéseknek előbb polgáriaknak kellett lenniük, és csak azután lehettek vallásosak is.
Amikor elkezdődött a Konzulátus időszaka, Franciaország kincstára csaknem üres volt, de a rendszer hamar hatékony intézkedéseket foganatosított. 1800. február 13-án létrejött Franciaország Bankja, a későbbi Francia Nemzeti Bank, akkoriban magánvállalat. Az volt a feladata, hogy szabályozza a pénzpiacot és csökkentse a válságok hatását hiteleket adva a nehézségekkel küzdő vállalatoknak. Annak a bizalomnak köszönhetően, melyet megnyert, a rendszernek sikerült kilábalnia az 1801-es gazdasági válságból. A termés gyenge volt és a kenyér ára nagyon magas lett 1802 áprilisára. Élelmiszerhiány keletkezett Párizsban, majd vidéken is. Az ipar válsága következett és a munkanélküliség megnövekedett. A kormány gyorsan közbelépett nagy mennyiségű gabonát importálva, ami ennek árának gyors csökkenéséhez vezetett. A munkanélküliség csökkenésének érdekében az állam építkezéseket nyitott meg Párizsban. Ugyanakkor ingyenkonyhákkal segített a legszegényebbeken és kamat nélküli hitelekkel segítette a bajba jutott manufaktúrákat.
Pénzügyi reformok sora indult meg az adózás terén, ami következtében a költségvetés kiegyensúlyozott lett. 1803 áprilisában (germinal hónapban) megalkották a franc germinalnak elnevezett pénzt, amely helyettesítette mindegyik addig forgalomban levő pénznemet, és nagyon stabil volt. Franciaország Bankja 15 évre megkapta a papírpénz kibocsátásának monopóliumát.

### Az ellenzékek elfojtása
A régebb óta létező ellenzékek, egyrészt a jakobinusoké, másrészt a monarchistáké Bonaparte ellen is megnyilvánultak. Ezeken kívül ellene voltak egyesek azok közül is, akik hatalomra juttatták. Az előbbi helyzettel szemben a különbség az volt, hogy a diktatúra körülményei között az ellenzéket még nehezebben nyilvánulhattak meg. Csak néhány merényletkísérlet volt Bonaparte ellen, melyeket halállal büntettek meg, és néhány elfojtott felkelési kísérlet.
A jakobinusok már nem tudták felkelésre buzdítani a zavargásokat megelégelő lakosságot. Ők már csak kocsmákban gyűltek össze beszélgetni, de figyelte őket a rendőrség. Egyszer három jakobinus megpróbálta leszúrni Bonapartét az operában. Máskor egy jakobinus érzelmű vegyész pokolgépet készített, hogy felrobbantsa, amikor Bonaparte elhalad hintójában, de elfogták, amikor kipróbálta.
Eredmény nélkül próbáltak felkelést szervezni a déli monarchisták, és a nyugatiak úgyszintén. Az utóbbiak pokolgéppel követtek volna el merényletet Bonaparte ellen.
Azok, akik az 1799. november 9–10-i államcsínyt követték el Bonaparte-tal együtt, triumvirátussal készültek helyettesíteni őt, ha legyőzötten tért volna vissza Itáliából.
Egyes tribünök bírálni kezdték Bonapartét önkényuralmi magatartása miatt. Ezeket az 1802-es választások alkalmával távolították el, amikor felújították a gyűlésük egyötödét.
Egyes, a bajtársuk dicsőségére irigy és iránta ellenségesekké vált tábornokokat Bonaparte eltávolított diplomáciai funkciókkal bízva meg őket.
Fouché rendőrmininsztert is, akit túl közel állónak tartottak a jakobinusokhoz, eltávolították minisztériumának megszüntetése útján.
1802 végére mindenféle ellenzék el volt fojtva és Bonaparte népszerűsége óriási volt.
Voltak mégis egyes megnyilvánulások a törvényhozó gyűlésekben Bonaparte egyes javaslatai ellen. Például ő javasolta a Becsületrend mint társadalmi réteg létrehozását. Elsősorban érdemes katonák tartoztak volna hozzá, de olyan civilek is, akik tudásukkal, tehetségükkel vagy erényeikkel tűntek ki. A választási gyűlésekben sokan az egyenlőség elvének megtámadását látták ebben, új arisztokrácia kialakításának kísérletét. Az Állami Tanácsban csak 14 voks volt a javaslat mellett 10 ellenében, a Tribünök Gyűlésében 56 38 ellenében, a Törvényhozó Testületben pedig 166 110 ellenében.

### Bonaparte mint örökös konzul

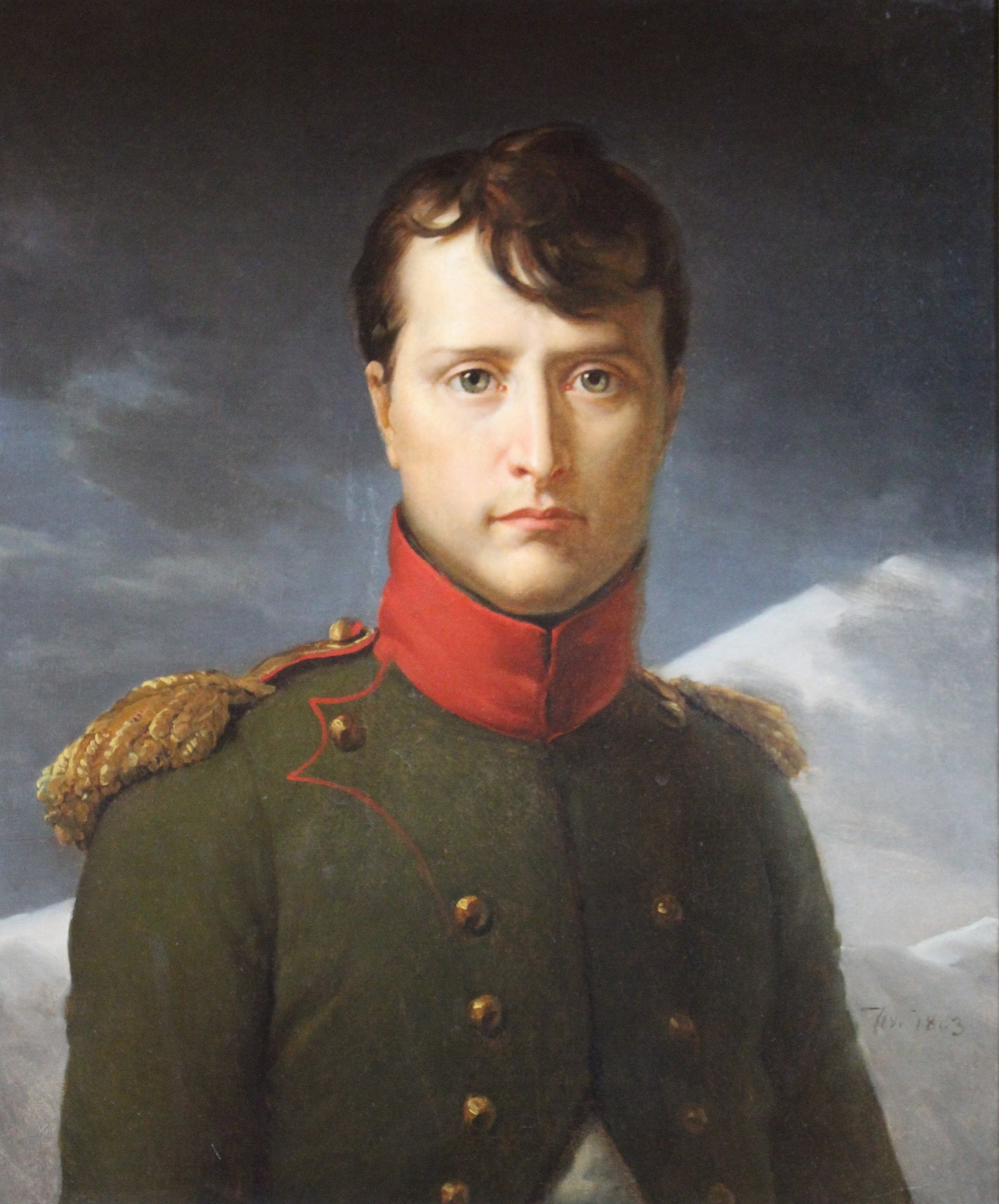
Napoléon Bonaparte Első Konzul 1803-ban

A Konzulátus első két évének sikerei és Bonaparte népszerűsége miatt a Szenátus azt határozta el, hogy az Első Konzul mandátumának lejártakor újabb tíz évre válasszák meg. Bonaparte nem elégedett meg ennyivel. Az első javaslat helyett a Második Konzul azt javasolta, hogy nyílt népszavazás nyomán határozzák el Bonaparte örökös konzullá való kinevezését. Kb. 3,5 millió „igen” volt kb. 8300 „nem” ellenében.
Bonaparte fennhatósága alatt kidolgozták az 1802-es alkotmányt, mely megerősítette az Első Konzul hatalmát.
A külpolitikában Bonaparte megerősíteni igyekezett Franciaország befolyását a kontinensen és ezzel főleg Angliát ingerelte. Nem nyitotta meg a piacát Anglia iparcikkei előtt és korlátozta gyarmati termékeinek behozatalát. Ugyanakkor Egyiptom másodszori elfoglalásának lehetőségét mérlegelte, szerződéseket írt alá Tripolival és Tunisszal, Anglia lerohanásával fenyegetőzött. 1802 folyamán visszaállította a forradalom idején eltörölt rabszolgaságot az amerikai gyarmatokon, de 1803-ban elveszítette Saint-Domingue-et, mely felkelés útján 1804. január 1-én független lett Haiti néven. Ugyancsak 1803-ban Franciaország eladta Louisianát az Amerikai Egyesült Államoknak.
A Franciaország és Anglia közötti viszony megromlott. Az előbbi tiltakozott az utóbbiban megjelenő Bonaparte-ellenes gúnyiratok ellen, Anglia tiltakozott Franciaország terjeszkedési politikája ellen a kontinensen és a háború újrakezdésével fenyegetőzött. A törés akkor következett be, amikor Anglia nem volt hajlandó elhagyni Máltát, amire kötelezettséget vállalt az amiens-i békeszerződésben. 1803. május 20-án Bonaparte bejelentette a törvényhozó gyűléseknek a háború újrakezdését és előkészületekbe kezdett Angliába való partraszállásra.
A háború újrakezdése felbátorította a monarchistákat, akik 1803 augusztusa kezdetével kiterjedt összeesküvést szerveztek Bonaparte eltávolítására és a királyság visszaállítására XVIII. Lajossal a trónon. Azonban egy elővigyázatlan összeesküvőt letartóztattak, és sorban, 1804. júniusáig az összeesküvés összes főnökét elfogták, majd mindet kivégezték.
1804. május 3-án a Tribünök Gyűlésében Napoléon Bonaparte a franciák császárává való kikiáltását javasolták a tisztség családján belüli örökölhetőségével. A Szenátus jóváhagyta a javaslatot és elkezdődött új alkotmány kidolgozása. A javaslatot nyílt népszavazásra bocsátották. Kb. 3,6 millió „igen” volt és kb. 2500 „nem”. A császárt főméltoságok fogják körülvenni: a Nagy Elektor, a Császárság Archikancellárja, az Állam Archikancellárja, az Archikincstárnok, a Főparancsnok és a Nagy Tengernagy. A Szenátus tagjai a császári család hercegei, a birodalmi főméltóságok és a császár által kinevezett állampolgárok lesznek. Héttagú szenátori bizottság fogja a személyi szabadságot biztosítani és egy másik héttagú szenátori bizottság a sajtószabadságot. Az új alkotmányt 1804. május 18-án hirdették ki és kikiáltották a császárságot.
Május 19-én Napóleon 14 birodalmi marsallt nevezett ki a tábornokok közül. A Becsületrend többé nem társadalmi réteg, hanem csak kitüntetés lett.
1804. december 2-án történt meg Napóleon megkoronázása a Notre-Dame székesegyházban. Részt vett rajta VII. Piusz is, aki a koronázási istentiszteletet folytatta le és megáldotta a császárság hatalmi jelképeit. Maga Napóleon helyezte fejére a koronát, majd feleségét, Joséphine de Beauharnais-t koronázta meg. Azután Napóleon letette az alkotmányban előírt esküt, mely főleg a köztársaság területi sértetlenségére (bár császárság létrejöttéről volt szó), a pápasággal való konkordátum betartására, a felekezetek szabadságára, a jogegyenlőség, valamint a politikai és polgári szabadság szavatolására vonatkozott.

## A köztársaság vezetői
Magának az államnak nem volt hivatalos államfője. Ezért az alábbi lista az ország élén álló, tényleges végrehajtói hatalommal bíró személyeket sorolja fel.
|  | Név                                          | Portré | Hivatal kezdete      | Hivatal vége        | Pártja                        |
|  | -------------------------------------------- | ------ | -------------------- | ------------------- | ----------------------------- |
|  | Georges Danton (1759–1794)                   |        | 1792. szeptember 21. | 1792. október 9.    | Cordeliers klub (Hegypártiak) |
|  | Jean-Marie Roland de la Platière (1734–1793) |        | 1792. október 9.     | 1793. január 23.    | Girondisták                   |
|  | Étienne Clavière (1735–1793)                 |        | 1793. január 23.     | 1793. június 2.     | Girondisták                   |
|  | Georges Danton (1759–1794)                   |        | 1793. június 2.      | 1793. július 10.    | Cordeliers klub (Hegypártiak) |
|  | Maximilien de Robespierre (1758–1794)        |        | 1793. július 27.     | 1794. július 27.    | Jakobinus klub (Hegypártiak)  |
|  | Lazare Carnot (1753–1823)                    |        | 1794. július 27.     | 1794. október 6.    | Mocsáriak                     |
|  | Jean Jacques Régis de Cambacérès (1753–1824) |        | 1794. október 6.     | 1794. november 8.   | Mocsáriak                     |
|  | Lazare Carnot (1753–1823)                    |        | 1794. november 8.    | 1795. március 3.    | Mocsáriak                     |
|  | Jean Jacques Régis de Cambacérès (1753–1824) |        | 1795. március 3.     | 1795. november 2.   | Mocsáriak                     |
|  | Lazare Carnot (1753–1823)                    |        | 1795. november 2.    | 1797. szeptember 4. | Független                     |
|  | Paul Barras (1755–1829)                      |        | 1797. szeptember 4.  | 1799. június 18.    | Thermidoriak                  |
|  | Emmanuel Joseph Sieyès (1748–1836)           |        | 1799. június 18.     | 1799. november 9.   | Független                     |
|  | Napoléon Bonaparte (1769–1821)               |        | 1799. november 9.    | 1804. május 18.     | Bonapartisták                 |